# Hôtel de Venel
L'hôtel de Venel est un hôtel particulier situé au n° 21 de la rue Venel, à Aix-en-Provence (France).
Une partie de cet édifice est classée au titre de monument historique depuis 2014. Les éléments protégés par ce classement sont les décors intérieurs, une antichambre et une chambre du premier étage.

## Historique
L'édification de l'hôtel de Venel fut commandée au milieu du XVIIe siècle par Gaspard de Venel, conseiller au Parlement de Provence.
Pour se démarquer des nouvelles familles de l'aristocratie et de la haute bourgeoisie venues s'installer dans les nouveaux quartiers de la ville (comme par exemple les quartiers Villeneuve et Mazarin), monsieur de Venel fait remanier l'antique hôtel familial situé dans la vieille ville (quartier Bourg Saint Sauveur). Ce quartier, bien que moins aéré et plus exigu, reste alors le fief des familles issues de la noblesse d'épée, de l'intelligentsia aixoise et de savants comme Boniface Borrilli, dont le cabinet de curiosités est alors situé non loin de l'hôtel de Venel, rue des Brémondi.
Comme l'écrit l'historien D.J.E.Chol dans Secrets et décors des hôtels particuliers aixois en parlant du quartier Bourg Saint Sauveur au XVIIe siècle: « Y vivre, c'est, pour un aristocrate, affirmer une noblesse remontant au moins au règne du roi René ».
A l'exception des plafonds des deux chambres, tous les aménagements intérieurs d'origine ont été détruits ou modifiés, notamment par la congrégation des Sœurs de Saint Vincent-de-Paul qui occupèrent les lieux à partir du XIXe siècle jusqu'à l'installation des bureaux du service de la règlementation de la mairie d'Aix-en-Provence, qui s'y trouvent toujours de nos jours (janvier 2017),.
L'hôtel de Venel est une propriété publique de la commune d'Aix-en-Provence.

## Architecture
L'hôtel de Venel conserve deux plafonds peints de styles et d'époques différents, caractéristiques du début et de la fin du règne de Louis XIV. Ces deux plafonds ont été commandés par deux membres la famille Venel, chacune des deux œuvres retraçant un épisode de leur vie personnelle. Le plafond de la chambre de parade est daté des années 1650-1655 et traité dans le goût du maniérisme. Quant à celui de l'antichambre, également classé, il peut être considéré comme l'une des grandes réussites de l'art aixoix de la fin du XVIIe siècle. Ce décor peint est une réalisation de deux frères: Jérôme et Jean-Baptiste Daniel.